# Джуринське гето
Джуринське гето — єврейське гето, яке існувало з вересня 1941 року до березня 1944 року, в селі Джурин Вінницької області.

## Історія
До окупації німецькою та румунською арміями в цьому місці вже жило 1027 євреїв. Після встановлення румунського режиму у вересні 1941 році в Джурині було створено єврейське гето, в єврейських будинках, що стояли на пагорбі. До гето було депортовано близько 3500 євреїв з Буковини, Румунії, Хотину і сусідніх з ним бессарабських містечок. Серед переселенців був рабин Барух Гагер із «вижницької» династії цадиків та його хасиди. За розпорядженням місцевого рабина Гершеля Коральніка, місцеві євреї розселяли депортованих людей до своїх домівок, а близько 1000 людей було поселено в будівлю Великої синагоги, комори та склади. Буковинські євреї, відрізнялися від місцевих зовнішнім виглядом, вихованням, рівнем освіти, були і набагато багатше. Близько 120 їх сімей змогли оселитися поза гето, давши хабаря окупаційному начальству.
В 1942 році, керівник Немирівського табору примусових робіт Віллі Арем, переправив сім'ю Мензера до Джуринського гето, забезпечивши її продуктами та предметами першої необхідності. Він також допомагав інших євреям отримувати гроші, які їм передавали родичі через громаду в Бухаресті.
До ради гето, організованій навесні 1942 року, увійшли керівники громади Радівці. Головою ради був призначений М. Розенраух, який залишив про себе недобру пам'ять, його заступник М. Кац був реальним керівником гето. Рада гето обклала податками, часом досить високими, всі доходи євреїв від ремесел і торгівлі, а також усі грошові суми, одержувані з Румунії. Була створена єврейська поліція у складі 20 осіб, суд, лікарня, аптека, їдальня для бідних, заснована рабином Гагером, і дитячий будинок для 50 сиріт. Лікарнею керували лікарі з-поміж переселенців, їх кваліфікована робота дозволила суттєво зменшити смертність від епідемії тифу серед в'язнів гето — до 400 осіб. За допомогою хабарів керівництво гето змогло домогтися скасування багатьох утисків і навіть подальшої депортації. Проте євреїв використовували на примусових роботах всередині містечка і на прокладці доріг. Між травнем і вереснем 1943 року четверо колишніх студентів, які працювали в лікарні гето, випускали рукописну газету «Кур'єр» румунською та німецькою мовами. Коли про це стало відомо окупаційній владі, рада гето розпорядилася негайно припинити її видання. У 1943 році в Джуринському гето знаходилося близько чотирьох тисяч євреїв, з них близько тисячі — місцевих. За роки війни в Джурині загинуло близько 500 осіб — це найменше число жертв серед усіх гето Трансністрії. Червона Армія звільнила Джурин 18 березня 1944 року.

## Спогади колишніх в'язнів гето

### Спогади Лідії Трактірщик
«Я народилася в Кимпулунгі, невеликому мальовничому містечку в Румунії. У 1941 році мені було 18 років. 28 жовтня 1941 року вийшов наказ вислати всіх євреїв з нашого міста. Одну з наших 5 кімнат відразу зайняв начальник поліції. Він сказав, що всі речі в квартирі повинні залишитися незайманими і можна взяти тільки найнеобхідніше по 25 кг на людину. Всю ніч я пакувала те, що можна було взяти. А на ранок на станції нас чекав товарний вагон для транспортування худоби. Ось в цьому битком набитому людьми вагоні без вікон, без води і туалету нас замкнули, і так ми їхали три доби до Атак. В дорозі люди божеволіли та вмирали. Коли ми прибули в Атаки, дізналися, що всіх місцевих євреїв вбили. Ми бачили в розграбованих будинках написи на ідиш „Євреї, прочитайте по нам Кадиш!“ і „Помстіться за нас!“.
Потрібно було терміново перебратися через Дністер в Могилів-Подільський. Міст був зруйнований. Пором був всього один, а людей на березі стояло стільки, що очами не можна було охопити. Тато курив і за цигарки паромщик перевіз нас на той берег без черги. Була страшна холоднеча. Потрібно було шукати нічліг і укриття, — всіх євреїв зганяли в табір. На кілька ночей вдалося зняти кімнатку, за яку ми платили по 40 марок на добу. А потім тато знайшов німця з машиною, який погодився перевезти нас в Джурин. Тато тоді віддав свій швейцарський годинник „Омега“ і моє золоте кільце. Так ми потрапили в єврейське містечко Джурин.
Там був рабин Коральнік, який нас прихистив. Нас поселили в маленькій кімнаті без грубки. А морози були все страшніші, наступала та найхолодніша зима 1941 року. А на мені тільки туфлі. Ми змайстрували маленьку бляшану грубку і топили її. Я ходила з татом в ліс за дровами, ноги мої були всі в страшних ранах. Потім Ківа, який став згодом моїм чоловіком, запропонував нам кімнату в своєму будинку, більш простору, ніж та, де ми жили раніше. Він був партизаном і допомагав нам продуктами і грішми. Євреїв, депортованих з Буковини, помістили в неопалювальній Джуринській синагогі. Люди вмирали від холоду, голоду, тифу, у всіх були воші. Трупи вивозили возами. Страшно згадувати, що творилося. Я сама перехворіла тифом, але змогла вибратися. Був страшний голод, нам не було що їсти.
Одного разу до нас поселили єврейську дівчинку, яку врятував німецький капітан. Він врятував її від розстрілу в Немирові, коли вона вже стояла над ровом, і привіз в Джурин, так як там не вбивали євреїв. Румуни, на відміну від німців, не влаштовували масових вбивств. Вони зганяли нас в гето, змушували працювати, могли і розстріляти в якості покарання за проступок, але був шанс вижити. Цей німецький капітан часто відвідував дівчинку і привозив продукти. Одного разу він сказав, що їде в Румунію і може привезти нам що-небудь. Ми дали йому адресу нашого брата в Бухаресті, який через цього капітана передав гроші. Тоді ми змогли зняти квартиру краще і купити продуктів. Українці дуже нам допомагали. Вони навіть говорили на ідиш. Коли нас зганяли на роботу в поле, саме вони мене навчили копати картоплю і виносити її, щоб не помітили поліцаї. Завдяки цій картоплі і кислим яблукам нам вдалося вижити.
У 1944 році в містечко Джурин увійшли радянські війська — це було щастя. Вони були вражені, побачивши живих євреїв. Есесівці, які відступали в поспіху, не встигли з нами розправитися. У 1945 році мої батьки, брат і
сестра повернулися до Румунії, а я залишилася в Джурині з Ківою, за якого вийшла заміж. Думала, що потім зможу виїхати до Румунії, але радянська влада закрила кордони, і я залишилася на 40 років в цьому містечку далеко від своєї сім'ї».

### Спогади Давида Барштайна
«Я, молодша сестричка і мама знімали крихітну кімнатку в селищі Джурин Вінницької області. Жили бідно. За десять днів до війни сестру, випускницю 7 класу, відправили до тітки в Херсон. В суботу я послав їй по пошті підручники, а в неділю — війна. Через місяць німці зайняли наше село. Все сталося так раптово, що призваних до армії навіть не встигли забрати на фронт. Джурин ділився на дві частини: поселення українців і поселення євреїв. На єврейській території німці відразу влаштували гето. Будинки євреїв оточили, втеча каралася розстрілом. Німецькі офіцери набрали поліцаїв з числа українців і відчували себе, як на курорті, — розгулювали по селу в трусах і ловили поросят.
У вересні гетто передали в розпорядження румунських частин. Румуни зажадали контрибуцію. Єдиною нашою цінністю було жіноче пальто зі складочкой на спині. Його видала школа в якості допомоги бідноті. Ось я і відніс його. В цей же час в гетто потягнулися на підселення буковинські і бессарабські євреї. Ті, що з Бессарабії, були ще біднішими за місцевих. Буковинські євреї здавалися селянам багатіями — занадто багато вони привезли скарбу. Буковинці зуміли домовитися з румунами, щоб їм дозволили іноді влаштовувати базар. В цей день на територію гетто заходили українці і міняли їжу на речі. Євреї вимінювали горохове борошно, пекли з неї коржі з гіркуватим присмаком і кожен день чекали: що далі, коли їх почнуть розстрілювати? В базарний день деякі сміливці, засукавши штани, щоб бути схожими на селянина, виходили за межі гетто. Тікати звідти не мало сенсу — всю іншу територію займали німці, а вони куди більш жорстоко розправлялися з євреями.
Одного разу до нас пробрався хлопець з сусіднього гетто. Там він дивом залишився живий і втік. Він уже стояв голий на краю рову, але його не розстріляли. Педантичні німці дотримувалися робочого дня — розстріли
вели хвилина в хвилину тільки до п'ятої години вечора. Таким же чином врятувалася і ще одна жінка з дітьми — вони теж виявилися коло рову о п'ятій годині вечора. Їй з дітьми вдалося в ніч бігти і потайки проникнути в гетто Джурина. Тут було дуже голодно і теж страшно, але поки не стріляли. Я перехворів на висипний і черевний тиф. Мене виходила мама. У 1942 році мене забрали на роботу — весь сезон насипали дорогу. У 1943 році відвезли в концтабір під Тульчин. Цього разу забраних на роботу чомусь викреслили зі списків гетто. У таборі копали торф — крихітними лопатками, стоячи по коліно у воді в глибокій ямі. Через місяць я і четверо моїх товаришів втекли з табору в своє гетто в Джурині. Там було більше надії вижити. Нас шукали. Ми ховалися по підвалах, горищах та сараях аж до березня 1944 року.
Після звільнення з гетто я опинився на фронті. Пройшов з боями Румунію, Угорщину, Чехословаччину, Австрію. Нагороджений орденом Вітчизняної війни II ступеня та медаллю „За відвагу“. У 1949 році одружився на Поліні Нокоган, яка перебувала в тому ж Джуринському гетто, що і я. Їй було тоді 20 років. Я більше не зустрівся зі своєю молодшою сестричкою. Її разом з усім тіткиним сімейством розстріляли в Херсоні».